# Antal János (orvos)
Antal János, 1890-ig Singer (Győr, 1869. július 13. – Budapest, Józsefváros, 1945. december 20.) fogorvos, egyetemi tanár.

## Élete
Singer Ármin kereskedő és Neumann Janka gyermekeként született zsidó családban. Középiskolai tanulmányait szülővárosában végezte, majd a Budapesti Tudományegyetem és a Bécsi Egyetem hallgatója volt. 1892-ben előbbin orvosdoktori oklevelet szerzett és ugyanebben az évben kitért a református vallásra. 1903-ban a fogászati kór- és gyógytan tárgykörben magántanári képesítést kapott. A Budapesti Tudományegyetem Gyógyszertani Intézetében Bókay Árpád gyakornoka, 1890 és 1897 között egyetemi tanársegédje volt. 1897 és 1898 között a Fogászati Klinikán dolgozott egyetemi tanársegédként. 1898-től 1941-ig a Budai Irgalmasrendi Kórház Fogászati Osztályának főorvosa volt, s 1903-tól 1941-ig a Budapesti Tudományegyetemen, illetve a Pázmány Péter Tudományegyetemen tanított. 1905. december 15-től a Magyar Fogorvosok Egyesületének elnöke volt, de másfél évvel később az új Egyesület alapítása után lemondott az elnökségről és ezzel egy időben megszüntette az Egyesület lapját, amely a Magyar Fogorvosok Lapja néven működött. 1912-ben udvari tanácsosi címet kapott. Fogászati toxikológiával, farmakológiával és sztomatológiával foglalkozott. Jelentős eredményeket ért el a foszformérgezés ellenszereinek vizsgálata terén. Kezdeményezte, hogy a fogtechnikusokat bizonyos fogászati műveletekre is képesítsék, ezért bizonyos fogtechnikusi és fogorvosi körökkel is szembekerült és etikai vétséggel vádolták meg. Emiatt egyesületi tisztségeitől is kénytelen volt megválni és szakirodalmi munkásságát is lényegében abbahagyta. Írásai Magyarországon elsősorban az Orvosi Hetilapban (1891-től), a Magyar Orvosi Archívumban (1893-tól) és a Budapesti Orvosi Ujságban jelentek meg (1906-tól). Halálát mérgezés okozta.
Az Új köztemetőben a főváros által adományozott díszsírhelyen helyezték végső nyugalomra.

## Családja
Első felesége Öhler/Oehler Sarolta volt (elváltak), Öhler Ábrahám járásorvos és tiszteletbeli megyei főorvos lánya. Második házastársa Sárközy Márta volt, akivel 1926. október 3-án Budapesten kötött házasságot, majd 1929-ben elvált tőle.
Gyermekei:
- Antal Ilona (1895–1970) rajztanárnő. Férje Ducsay Béla Gyula (1893–1967) festőművész, középiskolai tanár.
- Antal István (1896–1933) kórházi főorvos. Felesége Ursiny Margit.
- Antal Ibolyka (1898–1975). Férje Mengesz Győző (1894–?) magántisztviselő.
- Antal Margit (1899–?). Férje Spiry András József (1894–?) orvos. 1939-ben elváltak.

## Főbb művei
- Újabb gyógyszerek a stomatológiában (Budapest, 1898)
- Útmutató a foghúzásban (Budapest, 1902)
- A fogtechnikusügy rendezéséről, különös tekintettel a proletárdiktatúra idejére (Budapest, 1920)
- Újabb adatok a foghúzás technikájához (Fogorvosi Szemle, 1927)
- Az Irgalmasrend kórházai (Népegészségügy, 1929)
- A foszforos bombák által okozott testi sérülések gyógykezelése (Népegészségügy, 1944)